# Kirin Brewery Company
Кирин Бруъри Къмпани, Kirin Brewery Company Ltd е японска компания. Част е от концерна Мицубиши Груп.
Първия завод за производство на бира „Kirin“ е основан в Йокохама, Япония през 1907 година със съдействието на шотландският търговец – Томас Глоувър. Заводът все още съществува в Йокохама.

## Холдинги

### Алкохолни продукти
- Кирин Дистилъри Ltd.
- Ей Шо Ген Ltd.
- Кирин Комуникейшън Стейдж Ltd.
- Хайникен Япония Ltd.

dersan des

### Безалкохолни напитки
- Кирин Бевъридж Ltd.
- Кинки Кока Кола Ботлинг Ltd.

### Логистика
- Кирин Лоджистикс Ltd.

### Инженерингова дейност
- Кирин-Техно Системс Ltd.
- Кирин Инженерингс Ltd.

### Ресторанти
- Кирин Дайнинг Ltd.
- Кирин Сити Ltd.

### Недвижими имоти
- Кирин Билдинг Мениджмънт Ltd.
- Кирин Хотелс Девъломпмент Ltd.

### Други
- Кирин Ехо Ltd.

### Хранителна промишленост
- Кирин-Уелл Фудс Ltd.
- Такеда-Кирин Фудс Корпорейшън
- Космо Фудс Ltd.

### Агро-био
- Кирин Грийн и Флауърс Ltd.
- Флауър Гейт Inc.
- Флауър Сийзън Ltd.
- Верди Ко. Ltd.
- Токита Сийд Ltd.
- Джапан Потейто Корпорейшън

### Храни
- Накано Томейто Ко. Ltd.

### Обслужване
- Кирин Плаза Ltd.
- Камакура Кейхин Хотелс Ltd.
- Йокохама Арина Ltd.
- Тсуруми Уерхаус Ltd.
- Джапан Травел Маркетинг Консултантс Инк.
- Кирин Интернейшънъл Трейдинг Инк.
- Йокохама Ака Ренга Ltd.
- Биър Стийл 21 Инк.

### Служебно-ориентирани компании
- Кирин Бизнес Ltd.
- Кирин и Комуникейшън Ltd.

## Алкохолни напитки
- Кирин Бревъри Америка (САЩ)
- Кирин Юръп (Германия)
- Лион Натан (Австралия)
- Зухай Кирин Президент Бревери, Ltd. (Китай)
- Тайван Кирин Къмпани Ltd. (Тайван)
- Сан Мигел Корпорейшън (Филипини) (15% дялово участие)
- Фоур Розес Дистилъри (САЩ)
- Раймонд Винярд енд Сейлар, Inc. (САЩ)

### Безалкохолни напитки и сокове
- Кока Кола Ботлинг Къмпани Нортерн Ню Инглънд Инк. (САЩ)

### Фармацевтика
- Кирин-Амген(САЩ)
- Джемини Сайънс Инк. (САЩ)
- Хематех Инк. (САЩ)
- Джеил-Кирин Фармацефтикъл (Южна Корея)
- Кирин Фармацефтикъл(Тайван)
- Кирин Фармацефтикъл (Азия) Ко.)(Хонк Конг)
- Кирин Кумпенг(Китай)

### Агро-био
- Туайфорд Интернейшънъл (САЩ)
- Кирин-Агробио EC B.V. (Франция)
- Саутерн Глас Продюс(Англия)
- Файдес Холдинг B.V. (Холандия)
- Барберет и Бланк, S.A. (Испания)
- Куингдао Интернейшънъл Сийдс Ltd. (Китай)
- Джермикопа S.A. (Франция)
- Кирин Агробио Шанхай Ltd. (Китай)

### Друг бизнес
- Кирин Австралия Pty. Ltd. (Австралия)
- Индустрия Агрикола Тозан Ltd. (Бразилия)